# Естен (Горњи Пиринеји)
Естен (фр. Estaing) насеље је и општина у јужној Француској у региону Миди Пирене, у департману Горњи Пиринеји која припада префектури Аржеле Газо.
По подацима из 2011. године у општини је живело 76 становника, а густина насељености је износила 1,06 становника/km². Општина се простире на површини од 71,53 km². Налази се на средњој надморској висини од 1000 метара (максималној 2.960 m, а минималној 906 m).

## Демографија
| 1962. | 1968. | 1975. | 1982. | 1990. | 1999. | 2011. |
| ----- | ----- | ----- | ----- | ----- | ----- | ----- |
| 91    | 122   | 101   | 91    | 86    | 67    | 76    |

График промене броја становника у току последњих година